# Euplexaura sparsiflora
Euplexaura sparsiflora is een zachte koraalsoort uit de familie Plexauridae. De koraalsoort komt uit het geslacht Euplexaura. Euplexaura sparsiflora werd in 1908 voor het eerst wetenschappelijk beschreven door Kükenthal. 